# Daksha pryeri
Daksha pryeri är en insektsart som först beskrevs av William Lucas Distant 1880.  Daksha pryeri ingår i släktet Daksha och familjen Flatidae. Inga underarter finns listade i Catalogue of Life.